# Zico (futebolista angolano)
Fernando Domingos Francisco, conhecido como Zico (Luanda, 20 de janeiro de 1973), é um ex-futebolista angolano e atual técnico dos infantis do Progresso do Sambizanga.
Também jogou no Petro de Luanda e na Seleção Angolana de Futebol.
Durante os dez anos que foi jogador do Petro de Luanda, foi um dos jogadores mais acarinhados pela massa associativa petrolífera.

## Trajetória de um dos melhores médios do futebol angolano
Fernando Domingos Francisco, ou simplesmente Zico, Com mais de 40 jogos pelos "Palancas Negras", Zico marcou mais de 2 dezenas de golos. No Petro de Luanda, ganhou 5 campeonatos nacionais, igual número de Taças de Angola e quatro Supertaças. Benguelense de gema, é contemporâneo de Minhas, Cacharamba, Nelo Bumba, Stopirra, Felito, Guedes, Renato, Amaral, Marito e Akwá. Por volta de 1980, quando tinha apenas 7 anos de idade, o garoto, a quem foi dado o nome completo de Fernando Domingos Francisco, já dava nas vistas, pois era dono de uma técnica incomum para alguém da sua idade. 
“Devido aos meus dotes, o kota Vavá, que era o organizador dos jogos no nosso bairro, apelidou-me de Zico, pois, segundo ele, a minha forma de jogar era semelhante à do jogador brasileiro”. Recorda-se Zico que, com o surgimento dos “Caçulinhas da Bola”, organizado pela Rádio Nacional de Angola, foi elevando a sua qualidade como futebolista. Como “caçulinha”, jogou pela Congeral (fábrica de sabão), que dava por mês a cada jogador 20 quadras de sabão como compensação.
A seguir, Zico jogou pela ENAMA, com Passarela, Totas e Sem Nome, treinados pelo mister Magui, e na Siga, treinado pelo velho Elias. Embora fosse muito habilidoso, Zico gostava de jogar a defesa central, mas na Siga o treinador experimentou-o a ponta-de-lança e foi bem sucedido, tendo sido melhor marcador do campeonato provincial, em 1986. Nesse ano, tentou a sorte no Progresso do Sambizanga. “Não tive grandes dificuldades para me impor no Progresso, porque já conhecia uma boa parte dos jogadores, muitos deles meus amigos, e já jogávamos antes no bairro. Conhecia o potencial deles e sabia que não teria problemas em ter lugar na equipa. Além do mais, alguns faziam questão que eu jogasse com eles”, conta ainda Zico.
Quando chegou aos juvenis do Progresso, o treinador era Bunduncho e encontrou Paulo Dias, Zezinho, Jesus, Vata (não o kota). Começou a jogar como defesa central e líbero. Em 1988/89, ascendeu à categoria de juniores no mesmo clube, orientado pela dupla de ex-jogadores do Progresso Praia e Meco, já falecidos, e encontrou Monhé, Malé e Tete. Nessa altura, disputou o campeonato provincial, que era dominado pela Nocal, com jogadores como Paulão, Bebé, Dioguito, Abel e Docas. O Petro de Luanda, com jogadores como Nelo Bumba, Valentim e Manucho, e o 1º de Agosto eram os clubes que seguiam a Nocal em termos de potencial.Aos 17 anos, Zico ascende à categoria de sénior, onde encontrou jogadores como Altino, Mitó, Ferreira Pinto, Janguelito, Dindinho, Lando e Augusto, treinados por Carlitos Romão. Zico ajudou o Progresso a regressar à I Divisão com Napoleão Brandão e Luís Cão no comando técnico, tendo a equipa ficado entre os cinco primeiros lugares.

## Transferência contestada para o Petro
Em 1993, contra a vontade dos adeptos e simpatizantes do Progresso, Zico foi transferido para o Petro de Luanda. “Até àquela altura, não tinha a noção do valor que tinha para os adeptos do clube. Houve pessoas que foram à minha casa suplicar para que não saísse do clube, outras choraram. A direção teve muita dificuldade em gerir a minha saída do clube”, disse. No clube do Catetão, onde viria a jogar por dez anos, foi recebido pelo falecido treinador Goiko Zeck. Naquela época, jogavam no Petro de Luanda: Chico Dinis, Nejó, Bodunha, Amaral Aleixo, Oliveira, Felito, Paulo Silva, Mbala, Zacarias, Jonas, Aurélio, Flávio, Chinho, Gilberto, Dias Caires, Betinho, Jonas e Marito, tendo logo na sua primeira época ganho  tudo o que estava em disputa: Girabola, Taça de Angola e a Supertaça de 1993.
Como a massa associativa do Progresso continuava em conflito com a direção, Zico teve de regressar ao clube do Sambizanga em 1994, para retornar ao Petro de Luanda em 1995, onde ficou até 2004. Nos dez anos que jogou pelos tricolores, teve o privilégio de actuar numa final da Taça CAF contra o Espérance de Tunis. “Na primeira partida, em Luanda, ganhamos por uma bola a zero e em Tunes perdemos por duas bolas a zero. O mais triste nisso tudo, foi que podíamos ter resolvido o jogo em Luanda, pois tivemos várias oportunidades que não foram concretizadas”, recorda-se. m outra ocasião, no Cairo, Zico participou num jogo em que os tricolores humilharam o Al-Ahly local por 2-4. Na primeira mão, os  egípcios venceram por 2-1.

## Palmarés
O talento de Zico não passou despercebido a muitos treinadores que orientaram as selecções de sub-20 e de honras. A sua primeira internacionalização foi com a selecção de sub-20, que disputou o torneio de Toulon (França), sob orientação do falecido Carlos Alhinho. Disputou o apuramento para o CAN da categoria, que se realizaria em 1995. Faziam parte daquela seleção: Akwá, Hélder Vicente, Pedro, Bani, Marito, Cacharamba, Bongochi, Kinzinho e Yamba Asha.
Em 1995/96, fez parte da pré-selecção nacional convocada para a operação do CAN de 1996, que se realizou na Africa do Sul, e que viria a ser a primeira participação de Angola num CAN. Fez ainda a maior parte de jogos de apuramento, mas no fim da operação do CAN de 1996, já no estágio em Portugal, depois de estarem apurados para a fase final, ficou fora dos 23 eleitos, porque o técnico convocou outros jogadores, na sua opinião mais experientes, como Wilson e Fua. Zico também deu o seu contributo na conquista da primeira Taça Cosafa, marcando o golo da vitária na final contra a Namíbia. Na altura, o treinador dos Palancas Negras era Djalma Cavalcante. 
Com Mário Calado, viria a conquistar a sua segunda Taça Cosafa. Embora muitos possam não dar grande valor a estas duas conquistas, na verdade, para os Palancas Negras, foram as primeiras grandes vitórias a nível do continente Africano. Por isso, para Zico e todos os que participaram destas duas conquistas foi um passo importante nas suas carreiras.Muitos entendidos do futebol nacional consideram-no  um dos melhores meio-campistas que Angola teve depois da Independência, ao lado de Praia, Amândio, Zeca, Geoveti e Arménio. No Girabola, além do 1º de Agosto, as equipas que no seu tempo mais trabalhos davam ao Petro eram o ASA, com Joni, Paulão, Mabululu, Quinzinho e Beto Carmelino; o Sagrada Esperança, com Roque Sapiri, Franc e Jojo; o Progresso, com Janguelito, Abel, Paulo Dias Keep e Scura, e o 1º de Maio de Benguela, com Castela, Jacinto, Jorge Andrade e Saul. Em 2004, Zico regressou a casa que o lançou ao mundo do futebol angolano, o Progresso, onde jogou por mais duas épocas até 2006, altura em que pendurou as chuteiras. Actualmente, é técnico dos infantis do clube do Sambizanga e vive no bairro com o mesmo nome.

## Títulos
Petro de Luanda
- Taça de Angola
- Campeonato Angolano de Futebol
- Supertaça Angola